# Centro de Artes de Occidente
El Centro de Artes de Occidentes es un lugar para el fomento de la cultura y el arte, ubicado en la ciudad de Santa Ana. Fue desarrollado por la Asociación de Patrimonio Cultural de Santa Ana (Apaculsa), en el anterior club atlético occidental.
La restauración del edificio donde se ubica el Centro de Artes de Occidente fue planeada en 1955, siendo autorizada en 1998 e inaugurada en noviembre de 1999.